# توشییا توجو
توشییا توجو (انگلیسی: Toshiya Tojo؛ زادهٔ ۱۳ اکتبر ۱۹۹۲) بازیکن فوتبال اهل ژاپن است.